# 盛岡駅
盛岡駅（もりおかえき）は、岩手県盛岡市盛岡駅前通にある、東日本旅客鉄道（JR東日本）・IGRいわて銀河鉄道の駅である。

## 乗り入れ路線
当駅の所属路線は、線路名称上は以下の路線である。
- 東北新幹線（JR東日本）
- 東北本線（JR東日本） - JR東日本における当駅の所属線[1]であり、当駅が終点である[注 1]。
- 田沢湖線（JR東日本） - 基本計画上は当駅が終点であるが、0キロポストが当駅構内にあり、運用上は当駅を起点とし、当駅発の列車が下り列車となっている。前述のミニ新幹線乗り入れに伴い、標準軌化された。
- 山田線（JR東日本）  - 当駅が起点である。
- いわて銀河鉄道線（IGRいわて銀河鉄道） - 当駅が起点である[注 2]。

運用上は以下の列車も当駅に乗り入れている。
- 北海道新幹線 ： 新青森駅から直通で新函館北斗駅まで乗り入れる。
- 秋田新幹線 ： 当駅から秋田駅までの間、在来線の田沢湖線・奥羽本線を経由するミニ新幹線である。当駅で東北新幹線の「はやぶさ（E5系、H5系）」と秋田新幹線の「こまち（E6系）」の増解結を行う。
- 花輪線（JR東日本） - 好摩駅が起点であるが、全列車がいわて銀河鉄道線を経由して当駅へ乗り入れている。
- 釜石線（JR東日本） - 起点は花巻駅だが、快速「はまゆり」の全列車と普通列車の一部は東北本線に直通し、当駅まで運転される。

## 歴史

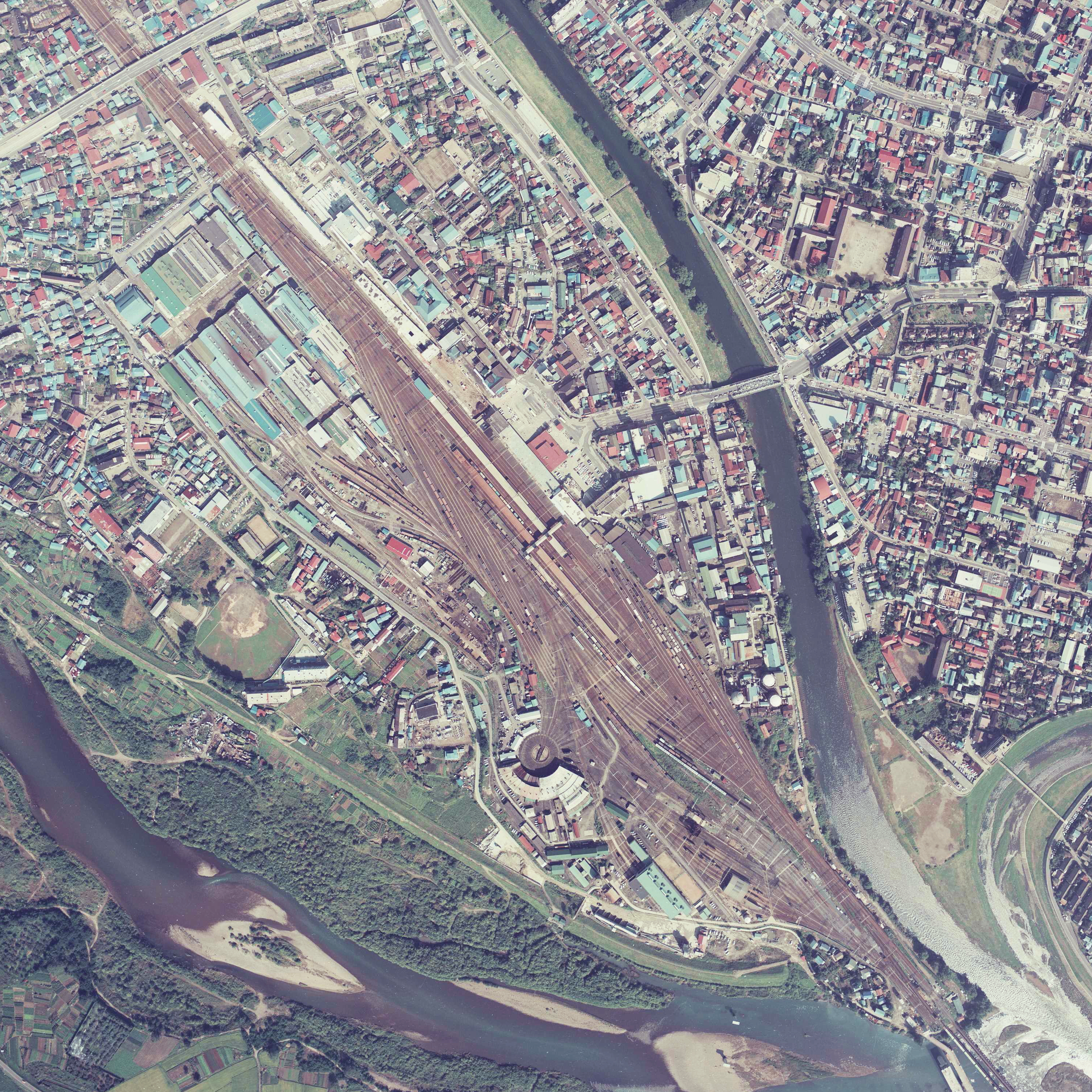
盛岡駅周辺の空中写真（1976年9月撮影）

- 1890年（明治23年）11月1日：日本鉄道の駅として開業[2]。
- 1906年（明治39年）11月1日：日本鉄道が国有化され、官設鉄道の駅となる[2]。
- 1917年（大正6年）：和洋折衷の二代目駅舎の供用開始[3]。
- 1921年（大正10年）6月25日：橋場軽便線（現在の田沢湖線）が開業[2]。
- 1923年（大正12年）10月10日：山田線が開業[4]。
- 1947年（昭和22年）8月6日：昭和天皇が三陸方面へ行幸（昭和天皇の戦後巡幸）。お召し列車が発着[5]。
- 1959年（昭和34年）11月：3代目駅舎が完成[3]（盛岡民衆駅）。東北で初めての民衆駅であった。
- 1969年（昭和44年）7月10日：東口駅前に地下道が完成[新聞 1]
- 1970年（昭和45年）10月1日：盛岡旅行センターを設置[新聞 2]。
  - かつては、盛岡市は中規模都市でありながら国鉄の3組織（盛岡鉄道管理局、盛岡工事局、盛岡工場<現在は廃止>）がそろって存在し、さらに日本鉄道建設公団盛岡支社も存在した。
- 1974年（昭和49年）
  - 4月15日：駅舎建て替えのため仮駅舎に移転[新聞 3]。
  - 7月20日：駅構内の貨物設備が盛岡貨物ターミナル駅に移転[2]。
- 1981年（昭和56年）4月10日：現在の4代目駅舎が完成し、駅ビル「フェザン」が開業[2][新聞 4]。
- 1982年（昭和57年）6月23日：東北新幹線（大宮駅 - 盛岡駅間）が開業[2]。
- 1985年（昭和60年）12月1日：国鉄（当時）盛岡工場が完全廃止（跡地は再開発される）[2]。
- 1987年（昭和62年）4月1日：国鉄分割民営化に伴い、東日本旅客鉄道（JR東日本）の駅となる[2]。
- 1996年（平成8年）3月31日：田沢湖線改軌工事に伴い、北跨線橋を現在の西口へ延長。西口から田沢湖線バス代行運転が始まる。
- 1997年（平成9年）3月22日：秋田新幹線が開業[新聞 5]（田沢湖線標準軌化）し、「こまち」との分割併合を開始[2]。田沢湖線のバス代行を終了し、北跨線橋はそのまま通路北側半分を西口通路として自由通路化。これにより、1番線への連絡はできなくなった。
- 1998年（平成10年）11月26日：新幹線改札口に自動改札機を導入[6]。
- 2002年（平成14年）
  - 10月14日：東北の駅百選に選定される[2]。
  - 12月1日：東北新幹線（盛岡駅 - 八戸駅間）が開業[2]。東北本線の盛岡駅 - 八戸駅間が経営分離により第三セクターへ移管されたため、盛岡駅は東日本旅客鉄道とIGRいわて銀河鉄道の接続駅となる[2]。
- 2005年（平成17年）7月29日：大規模改造工事が完成。駅ビル「フェザン」南館が「パルモ」を吸収合併する形で駅舎1階および地下部分にオープン[新聞 6]（南跨線橋を廃止し、在来線連絡跨線橋を中央部に一本化[2]。JR改札口を2階中央部に集約して在来線改札を自動化。東西地下自由通路開通。北跨線橋を完全自由通路化し各ホームへの連絡階段を撤去）。なお、これにより、現在の2階コンコースにあった「フクロー広場」は廃止された。
- 2006年（平成18年）2月22日：東西地下自由通路に車椅子用昇降機を設置。3月に運用を開始。
- 2008年（平成20年）3月15日：ダイヤ改正。「北斗星」1往復体制にともない、同列車の盛岡駅での客扱いを終了。
- 2010年（平成22年）12月4日：東北新幹線八戸駅 - 新青森駅間の開業に伴い、八戸駅 - 青森駅間の東北本線が第三セクターの青い森鉄道に移管されたため、当駅が東北本線の終着駅となる[2]。「北斗星」のブルートレイン便の取り扱いを終了。
- 2016年（平成28年）3月19日：この日をもって寝台特急「カシオペア」の当駅での客扱いが終了。
- 2017年（平成29年）
  - 3月17日：1階在来線改札口および2階北口改札がリニューアル。駅ビル「フェザン」第1期リニューアル[報道 1]。
  - 4月28日：駅ビル「フェザン」第2期リニューアル[報道 1]。
  - 5月下旬：駅ビル「フェザン」第3期リニューアル[報道 1]。
  - 7月3日 - 9月下旬：1階エントランスのリニューアル工事を実施[報道 2]。
- 2018年（平成30年）
  - 3月1日：「びゅうプラザ」がびゅうトラベルサービスに業務移管。
  - 4月1日：雫石駅の業務委託化に伴い、田沢湖線大釜駅 - 赤渕駅間の管理業務が当駅に移管される。
  - 4月2日：この日より、1階南口、1階滝の広場南側入口、滝の広場外観のリニューアル工事を実施[報道 3]。
  - 6月1日：大更駅の業務委託化に伴い、花輪線東大更駅 - 兄畑駅間の管理業務が当駅に移管される。
  - 8月31日：1階南口、1階滝の広場南側入口、滝の広場外観に「いわて銀河のしおり」の展示物が設置され、全面リニューアル[報道 4]。
  - 11月28日 - 12月10日：新幹線11・12番線ホームで、セルフレジ専用キャッシュレスを活用した無人店舗「NewDaysKIOSK 盛岡駅新幹線ホーム店」を試行導入[報道 5]。
  - 12月11日：無人店舗「NewDaysKIOSK 盛岡駅新幹線ホーム店」を本格稼働[報道 6]。
- 2019年（平成31年・令和元年）
  - 3月23日：宮古駅が三陸鉄道へ移管されたことに伴い、山田線区界駅 - 千徳駅間の管理業務が当駅に移管される。
  - 11月1日：新幹線ホームの発車メロディを小田和正の「ダイジョウブ」に変更[報道 7][新聞 7][注 3]。
- 2020年（令和2年）3月14日：新幹線eチケットサービスを開始[報道 8]。
- 2021年（令和3年）
  - 3月13日：タッチでGo!新幹線のサービスを開始[報道 9][注 4]。
  - 3月18日：駅ナカシェアオフィス「STATION WORK」のブース型「STATION BOOTH」が開業[7][報道 10]。
  - 12月1日：鹿角花輪駅の業務委託化に伴い、花輪線湯瀬温泉駅 - 東大館駅間の管理業務が当駅に移管される。
  - 12月28日：びゅうプラザの営業を終了[8][報道 11]。
- 2022年（令和4年）
  - 2月1日：駅たびコンシェルジュが開業[報道 11]。
  - 10月1日：当駅とJRいわて沼宮内駅・JR二戸駅を統合した盛岡営業統括センターを設置。JR盛岡駅長は盛岡営業統括センター所長となる。
- 2023年（令和5年）5月27日：田沢湖線および東北本線においてICカード「Suica」の利用が可能となる[報道 12][報道 13]。
- 2024年（令和6年）
  - 3月16日：盛岡営業統括センターが盛岡運輸区と統合し、盛岡統括センターとなる。
  - 10月1日：JR東日本（東北・秋田各新幹線、東北本線、田沢湖線および山田線）でえきねっとQチケのサービスを開始[9][報道 14]。
- 2025年（令和7年）
  - 6月27日：JR駅2階南側エリアの一部店舗および新幹線待合室の併設店舗の計5店舗が開業[報道 15][新聞 8]。
  - 年度上期：JR改札口の位置を改良し、駅南側と北側の通行が可能となる通路が完成（予定）[報道 16][新聞 9]。
- 2026年（令和8年）度：JR駅改良工事が完成（予定）[報道 16][新聞 9]。みどりの窓口や券売機を南側へ集約（予定）[報道 16][新聞 9]。北側店舗エリアの開発が完成（予定）[報道 16][新聞 9]。

## 駅構造
在来線ホーム5面10線（0 - 9番線）、新幹線ホーム2面4線（11 - 14番線）、計7面14線を有する。東北新幹線八戸延伸に伴う東北本線盛岡 - 八戸のIGRいわて銀河鉄道への移管に伴い、0・1番線はIGRいわて銀河鉄道およびJR花輪線専用ホームとなっている。なお、田沢湖線ホームの8・9番線を除く駅構内および盛岡車両センター出入区の運行管理は全てJR盛岡駅輸送本部にて行っている（田沢湖線ホームの8・9番線のみ、秋田輸送指令の管轄）。
駅構内は自由通路を含めて、0時 - 4時45分の間は完全閉鎖される。
2階におみやげ売り場「大地館」および「いわてのアンテナショップ」がある。

### JR東日本
2階がコンコースとなっており、西口とは東西自由通路「さんさこみち」（旧田沢湖線代行バス連絡橋）で連絡している。コンコース上に南改札口、北改札口、みどりの窓口（南北計2か所）がある。南北みどりの窓口それぞれに指定席券売機が設置されている。JRの自動券売機ではIGRいわて銀河鉄道線いわて沼宮内駅までの片道乗車券も購入可能であるが、好摩駅まで同線を経由するJR花輪線各駅（好摩駅を除く）までの片道乗車券は購入できない。改札口はSuicaやえきねっとQチケに対応する自動改札機が設置されており、新幹線改札口では新幹線eチケットサービスやタッチでGo!新幹線のほか、えきねっとQチケを使用できる。改札前には列車の運行状況をはじめとする各種情報をリアルタイムで迅速に流すプラズマディスプレイが設置されている。
ただ、新幹線、在来線それぞれに南改札口、北改札口があり、さらに両改札口の間に乗り換え改札口とその通路があり導線が分断されているため、改札口を間違って出てしまうと東口側に回り込んで反対側の改札口に行かなければならず特に観光客から「分かりづらい」という声が挙がっていたことから、2025年に乗り換え改札口を廃止して、新幹線と在来線とで改札口を分離して導線を改良することとなった。
南側に複合待合センターと北東北観光プラザ、インフォメーションセンター（レールゴーサービス・列車配送サービス受付所）がある。インフォメーションセンターはJR東日本東北総合サービスに委託されている。
盛岡統括センター拠点駅である。直営駅であり、管理駅として、東北本線の日詰駅 - 仙北町駅間、田沢湖線の前潟駅 - 赤渕駅間、山田線の上盛岡駅 - 千徳駅間、花輪線の東大更駅 - 東大館駅間の各駅を管理している。かつては、大志田駅、浅岸駅、平津戸駅も管理していたが、大志田駅と浅岸駅は2016年（平成28年）3月25日に、平津戸駅は2023年（令和5年）3月17日をもって廃止された。

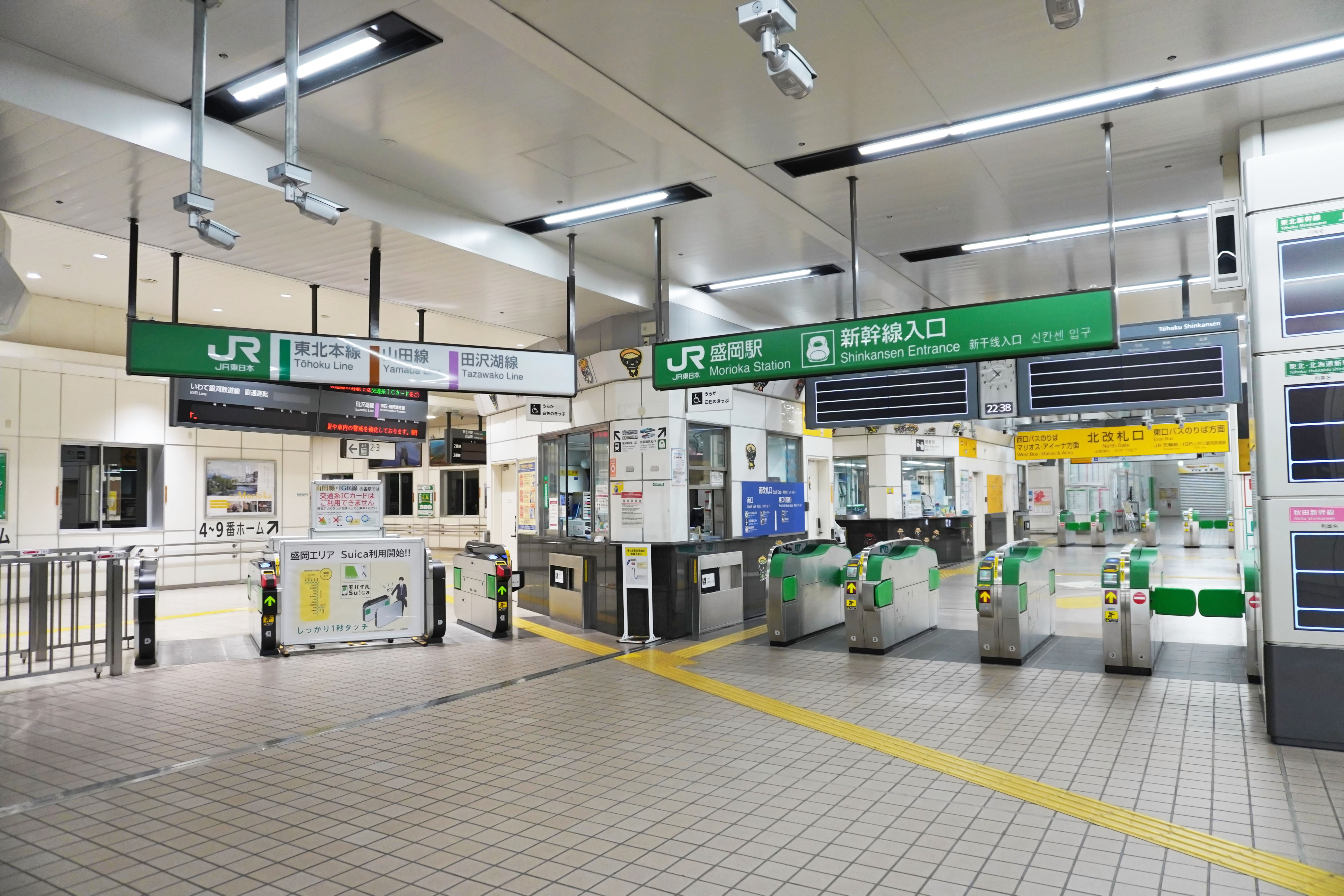
南改札口（2023年6月）
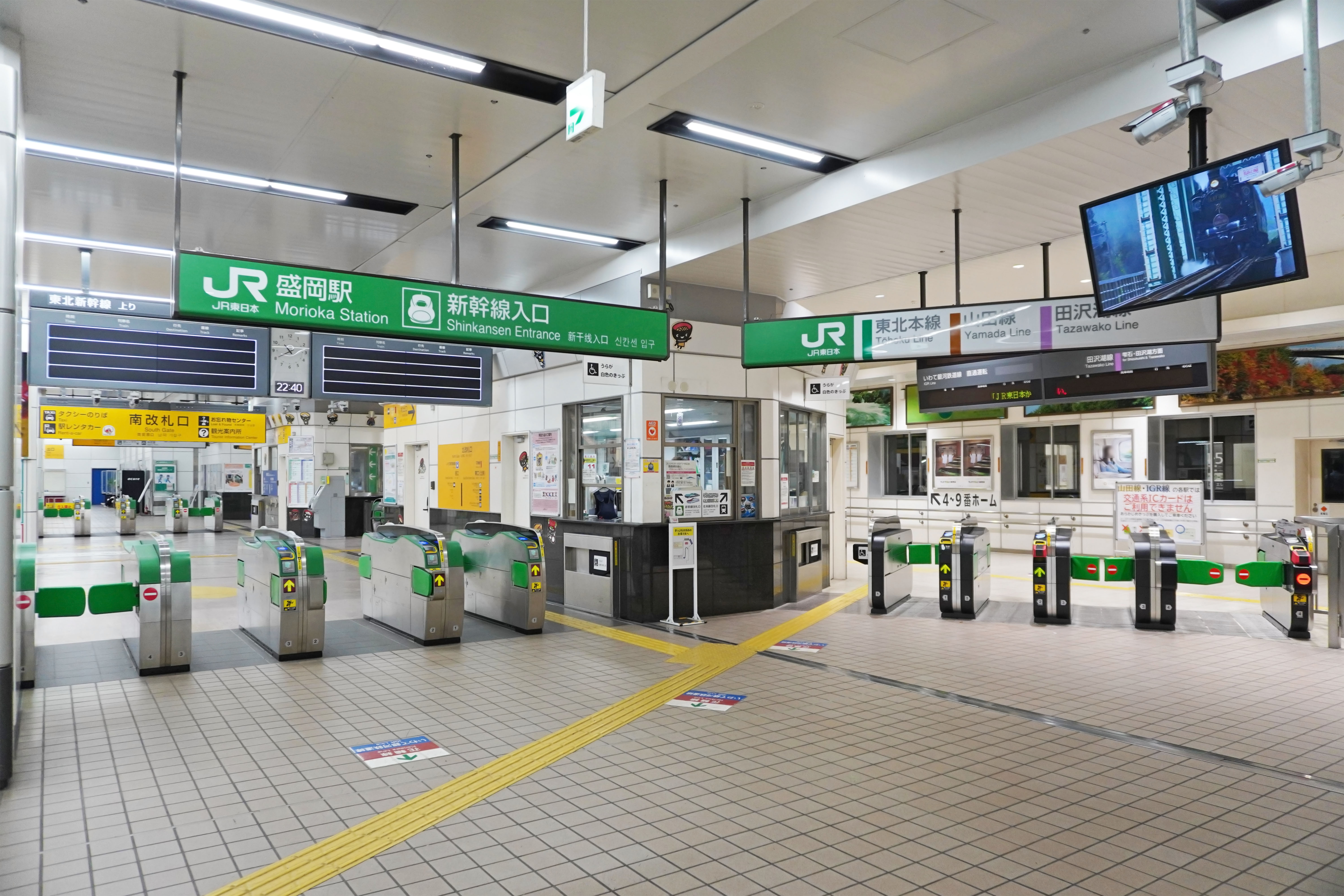
北改札口（2023年6月）
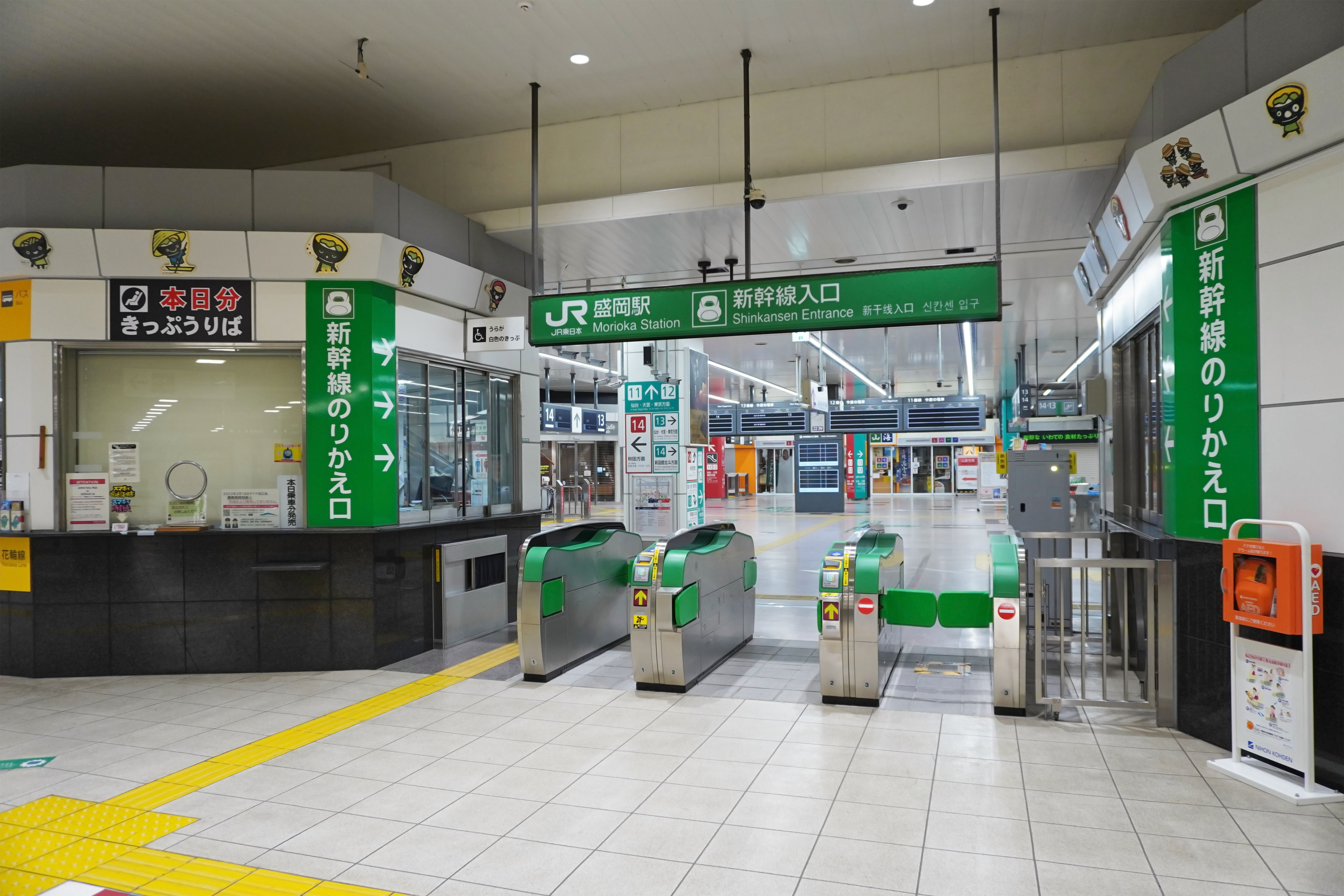
のりかえ口（2023年6月）

#### 在来線ホーム
島式ホーム4面8線を有する地上駅（橋上駅）である。

##### のりば
| 番線  | 路線              | 方向 | 行先                   | 備考               |
| ----- | ----------------- | ---- | ---------------------- | ------------------ |
| 2     | ■山田線           | 下り | 上米内・宮古方面       |                    |
| 3     | ■いわて銀河鉄道線 | 下り | いわて沼宮内・八戸方面 | 矢幅方面からの直通 |
| 3     | ■花輪線           | 下り | 大館方面               | 一部の列車         |
| 3     | ■東北本線         | 上り | 北上・平泉・一ノ関方面 | 滝沢方面からの直通 |
| 4     | ■山田線           | 下り | 上米内・宮古方面       | 一部の列車         |
| 5 - 7 | ■東北本線         | 上り | 北上・平泉・一ノ関方面 |                    |
| 8・9  | ■田沢湖線         | 下り | 雫石・田沢湖方面       |                    |

花輪線の列車は一部を除き、いわて銀河鉄道線ホーム（0・1番線）に発着する（後述）。
3番線が上り本線、4番線が下り本線であるため、両線はおもに貨物列車の発着・通過に割り当てられている。
0 - 7番線から亘り線を経由して盛岡車両センター（車両基地）へ出入庫可能な配線となっていて、車両センターまではIGR上下本線と出入庫線の3線区間となっている。従来は出入庫線も複線であったが、秋田新幹線工事に伴い田沢湖線・秋田新幹線への分岐高架橋に用地を供出した関係で単線となった。駅区境界線を越えて車両センター構内に入った後に出入庫線も複線になる。
8・9番線は田沢湖線用の標準軌である。通常は田沢湖線普通列車のみの発着に使われるが、全国花火競技大会（大仙市）の開催日には、東北新幹線と直通しない当駅始発・終着の臨時「こまち」が発着する。構内北側に標準軌車両が待機・滞泊するための留置線が、西側に屋根上の検査が可能な足場付きの線路がある。
9番線の隣にホームのない狭軌線路（下り6番線）があり、下り貨物列車の待避用で使用されている。北側で標準軌線路と平面交差している。
2014年2月から3月にかけて在来線中央乗り換え跨線橋の石膏製吊り天井について耐震性の問題から撤去工事が行われ同年3月中旬に完了した。それと同時に在来線南改札口の発車標が在来線北改札口と同じタイプの新型LED発車標に交換され、在来線全ホームの発車標も新型のLED発車標に更新された。

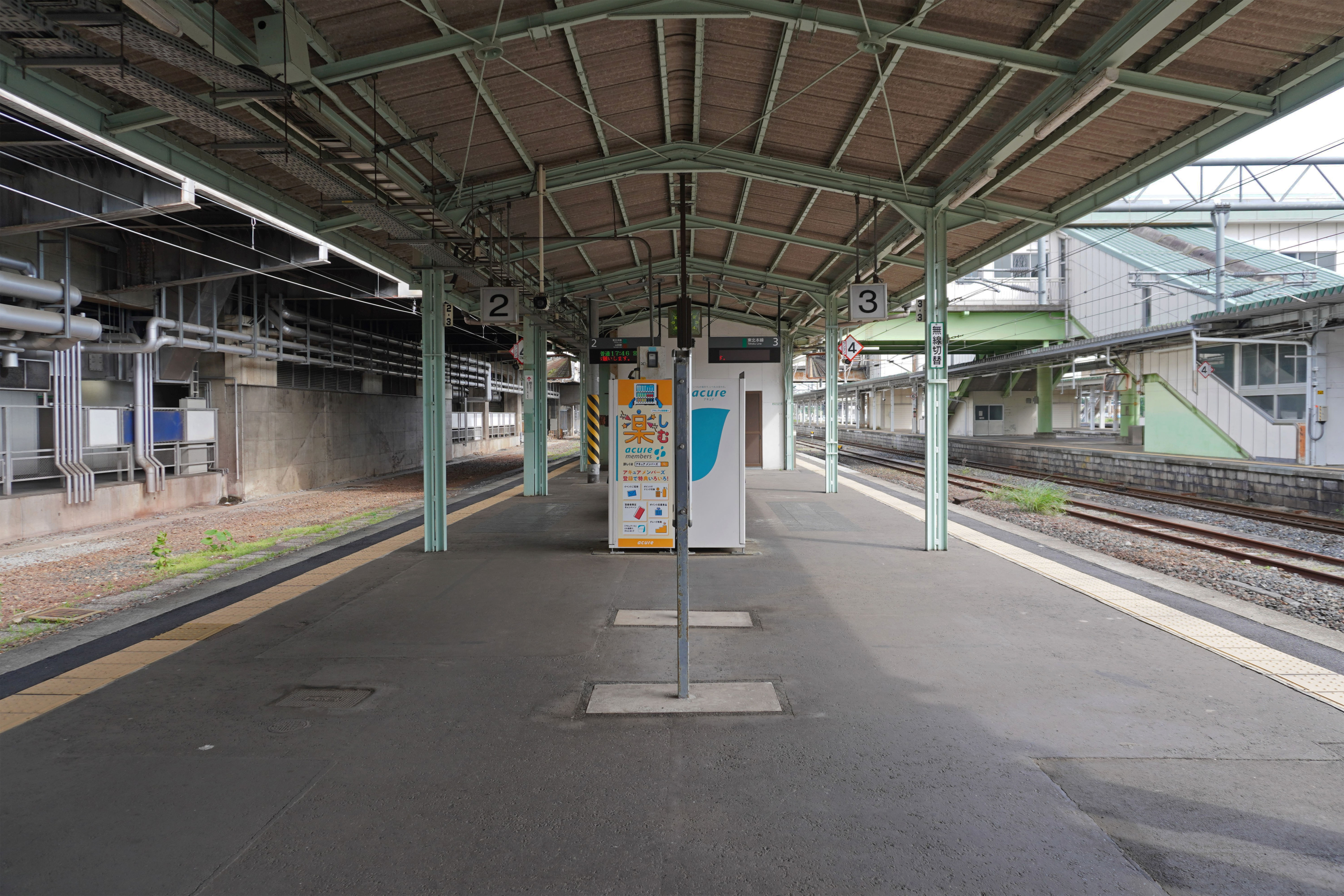
在来線2・3番線ホーム（2023年6月）
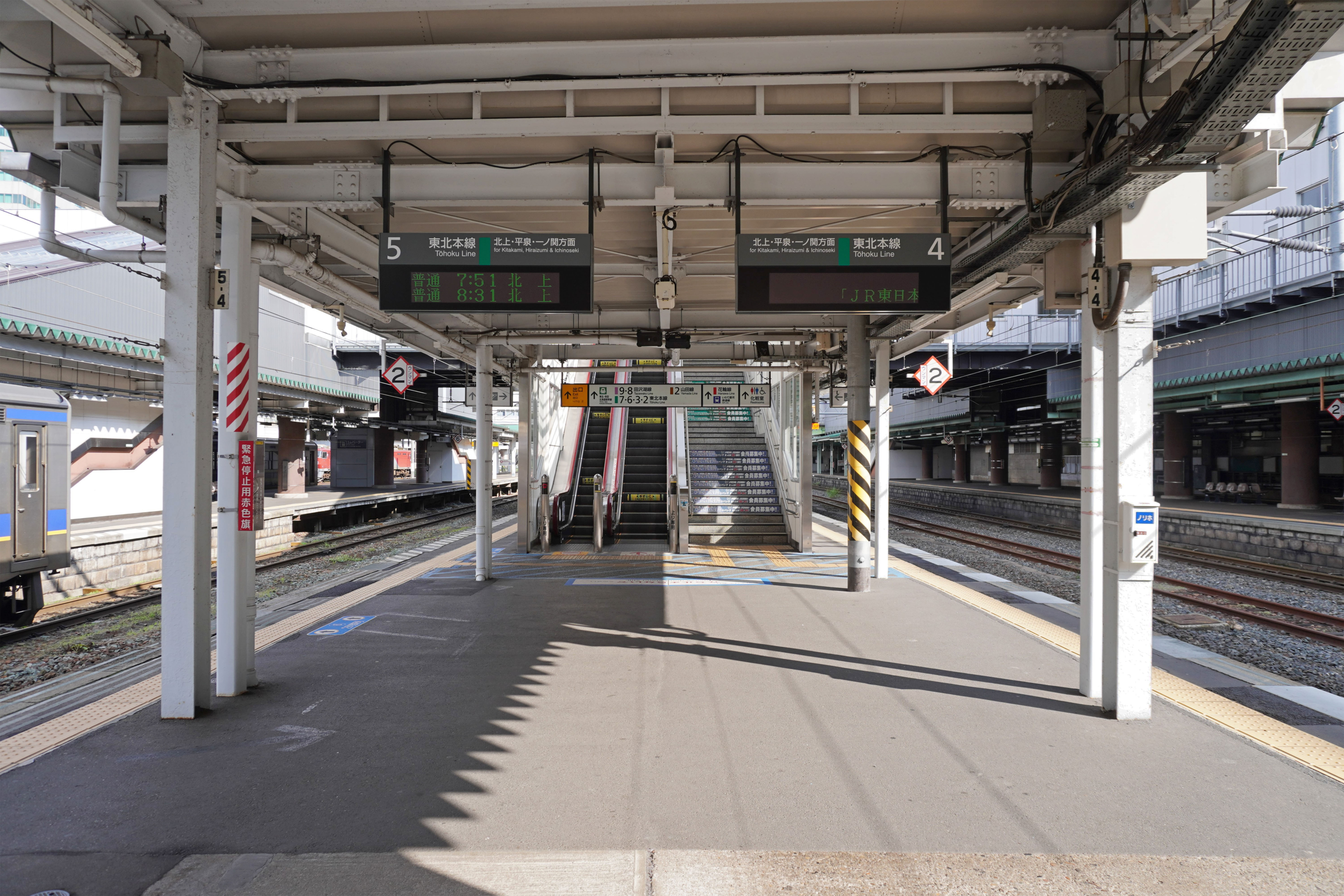
在来線4・5番線ホーム（2023年6月）
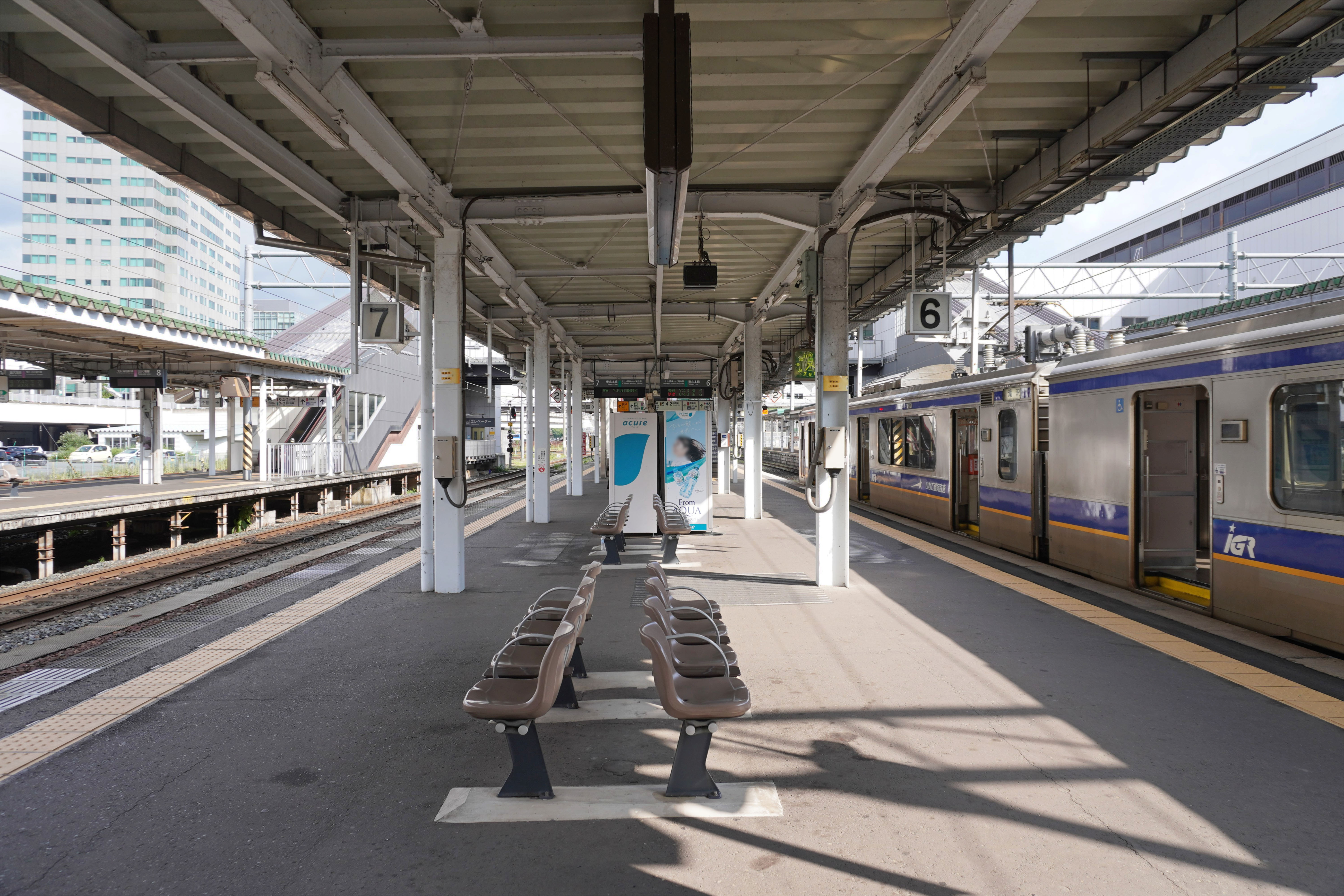
在来線6・7番線ホーム（2023年6月）
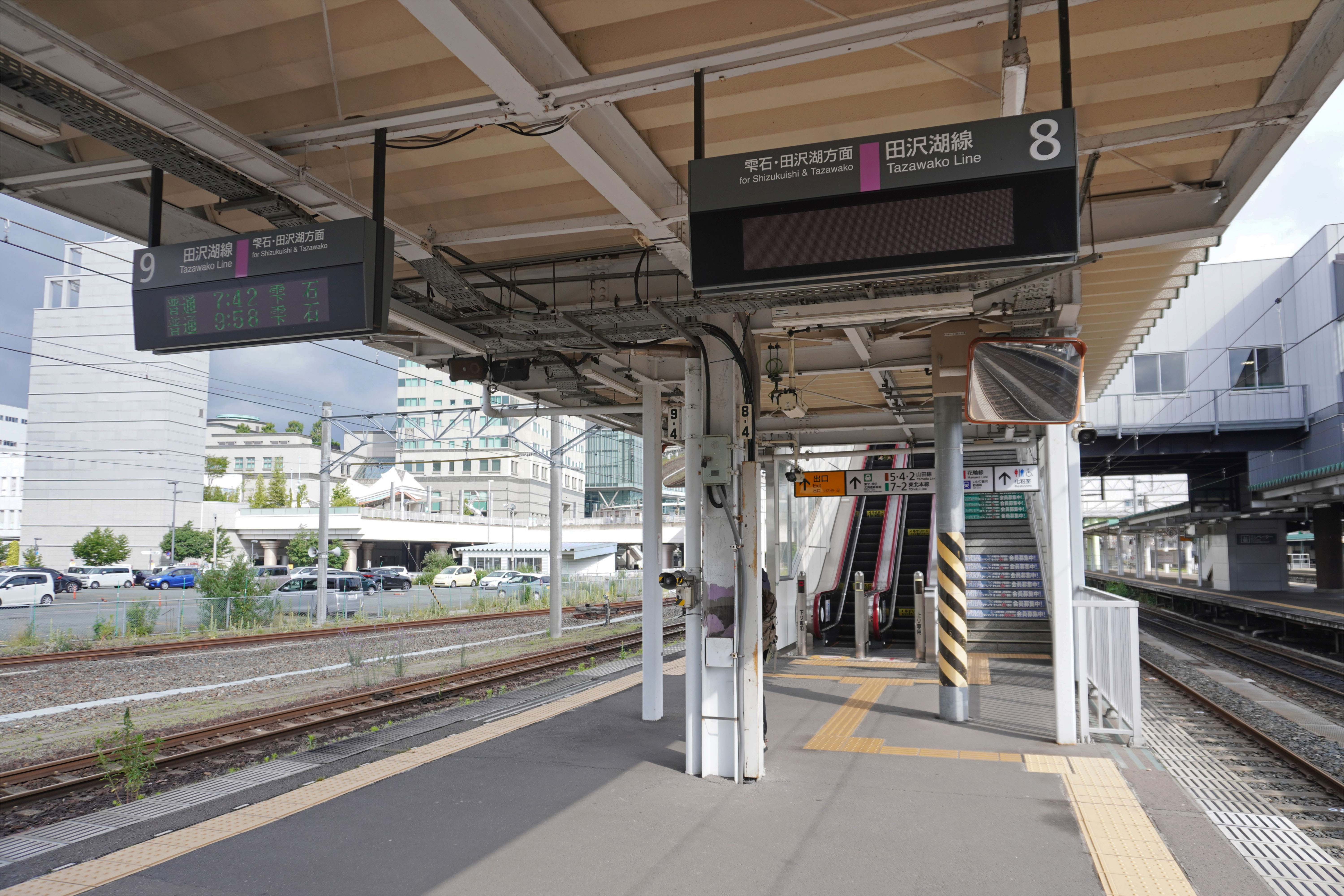
在来線8・9番線ホーム（2023年6月）

#### 新幹線ホーム
島式ホーム2面4線を有する高架駅（地上3階）である。
現行ダイヤでは全ての列車が停車するが、上下主本線の12・13番線はホームの建築限界が列車通過対応となっており、軌道中心からホーム端までの距離が副本線の11・14番線より3センチメートル広く作られている。
定期「こまち」は全列車が当駅で「はやぶさ」との分割・併合を行う。
秋田新幹線と東北新幹線の分岐点は盛岡駅北方約500メートル地点に存在する。下り本線のみに分岐器が設置されているため、「こまち」上り列車は一旦下り本線に進入した後に渡り線によって上り本線へと移り、盛岡駅へ入線する。上下とも同じホームで分割併合を行っている福島駅と違い、下り列車の分割は14番線、上り列車の併合は11番線（いずれも外側ホーム）で行われている。
2012年（平成24年）11月 - 12月上旬にかけて新幹線コンコースの発車案内（発車標）がフルカラーLED式に置き換えられ、あわせて改札口の発車案内も同年12月11日 - 12日にかけてLCDディスプレイに置き換えられた。また、11番線から14番線すべてのホームに、LED式の乗車位置案内表示器が設置されているが、これらは、11番線・12番線は2007年のダイヤ改正にて、13番線・14番線は2016年の北海道新幹線開業に合わせて設置された。かつて11番線と14番線には簡易型の乗車位置案内表示器が設置されていた。
東北新幹線で17両編成が入線可能な駅は当駅が北限である。
発車メロディは2019年（令和元年）11月1日より、盛岡が舞台となった連続テレビ小説「どんど晴れ」の主題歌である小田和正の「ダイジョウブ」が使用されている。当初の使用期間は2021年（令和3年）10月31日までであったが、好評のためその後も継続使用されている。

##### のりば
| 番線       | 路線               | 方向 | 行先                                     | 備考     |
| ---------- | ------------------ | ---- | ---------------------------------------- | -------- |
| 11・12     | 東北新幹線         | 上り | 仙台・福島・郡山・宇都宮・大宮・東京方面 |          |
| 13         | 東北新幹線         | 上り | 仙台・福島・郡山・宇都宮・大宮・東京方面 | 当駅始発 |
| 13         | 東北・北海道新幹線 | 下り | 新青森・新函館北斗方面                   |          |
| 13・14     | 東北・北海道新幹線 | 下り | 新青森・新函館北斗方面                   |          |
| 秋田新幹線 | 田沢湖・角館方面   | 下り |                                          |          |

新幹線ホームには、「NewDaysKIOSK 盛岡駅新幹線ホーム店」やJR東日本東北総合サービス売店、弁当売店が複数設置されている。そのうち「NewDaysKIOSK 盛岡駅新幹線ホーム店」は、11・12番線の休業店舗を活用した店舗であり、2019年（令和元年）11月28日 - 12月10日の試行期間を経て、同月12月11日より本格稼働している。

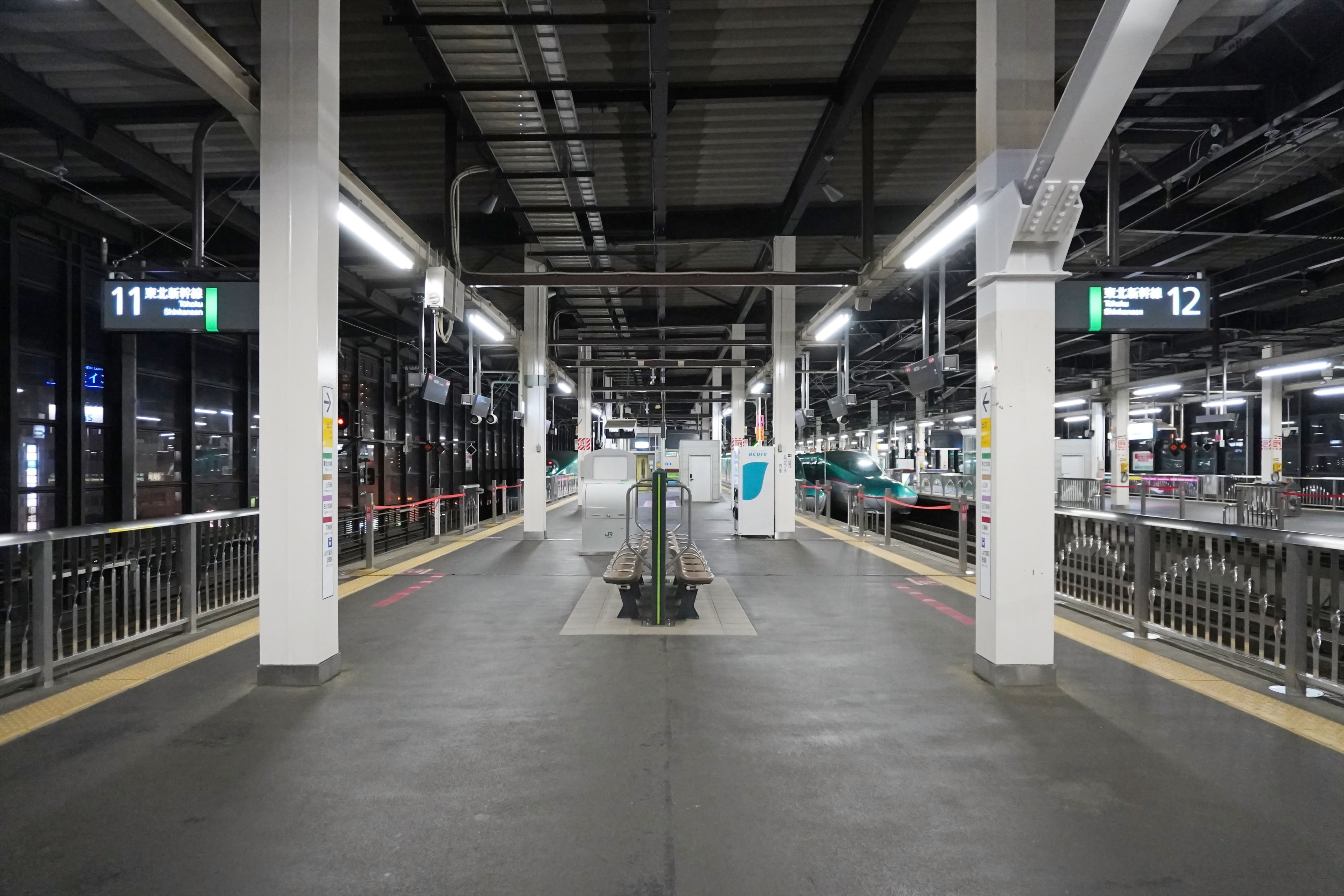
新幹線11・12番線ホーム（2023年6月）
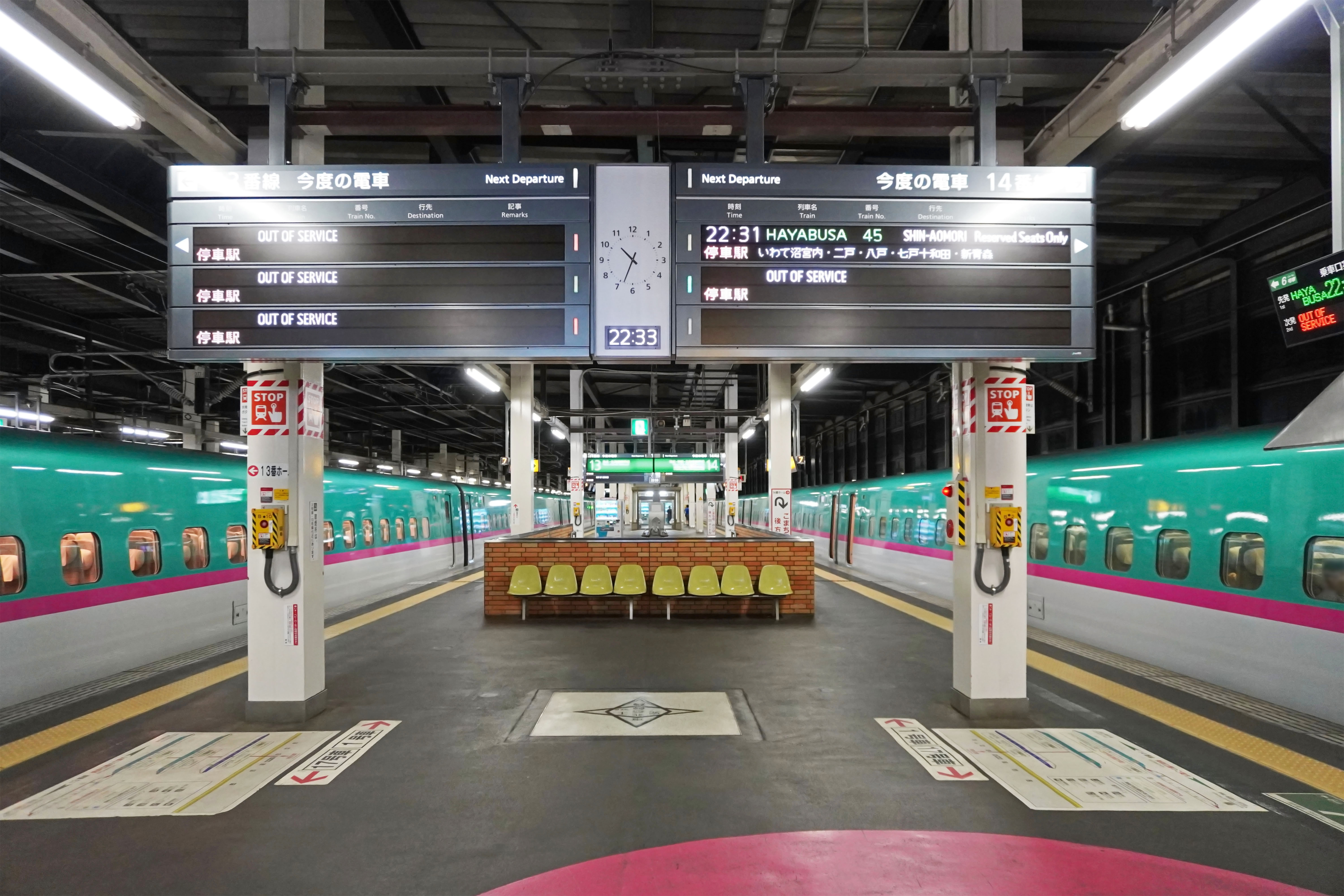
新幹線13・14番線ホーム（2023年6月）

### IGRいわて銀河鉄道
頭端式ホーム1面2線を有する地上駅。駅舎内の北側地上1階にある。好摩駅までの間IGRいわて銀河線を経由するJR花輪線の列車も当ホームでの発着を基本としている。他の列車と改札内で乗り換えることはできない。当改札からJR盛岡駅北口改札口までは約200メートル（所要時間約8分）離れている。このホームは旧JR1番線および貨物列車用の上り線（番線名称無し）を改修・改称したホームである。
直営駅で、統括駅長や助役を配置している。改札内外に待合室があり、改札口および出札窓口、自動券売機がある。自動券売機では最長で青い森鉄道線八戸駅、八戸線鮫駅、花輪線大館駅までの連絡乗車券も購入可能である。改札外横にはNewDaysや駅ビル店舗がある。管理駅として、青山駅 - 御堂駅の各駅を管理している。
花輪線列車はJR東日本盛岡運輸区所属の運転士・車掌が当駅 - 大館間を通して乗務し、社界の好摩駅における両社間乗務員交替は実施しない。青い森鉄道線直通便の運転士も当駅 - 八戸間をIGR運転士または青い森鉄道運転士が通して乗務し、社界の目時駅では乗務員交代は実施しない。
一部の列車はJR線ホーム発着となり、その際はJRの改札を利用しなければならない。

#### のりば
| 番線 | 路線              | 方向 | 行先     | 備考                                   |
| ---- | ----------------- | ---- | -------- | -------------------------------------- |
| 0・1 | ■いわて銀河鉄道線 | 下り | 八戸方面 | JR東北本線直通の列車はJRホーム2・3番線 |
| 0・1 | ■JR花輪線         | 下り | 大館方面 | 5時0分発の列車はJRホーム3番線          |

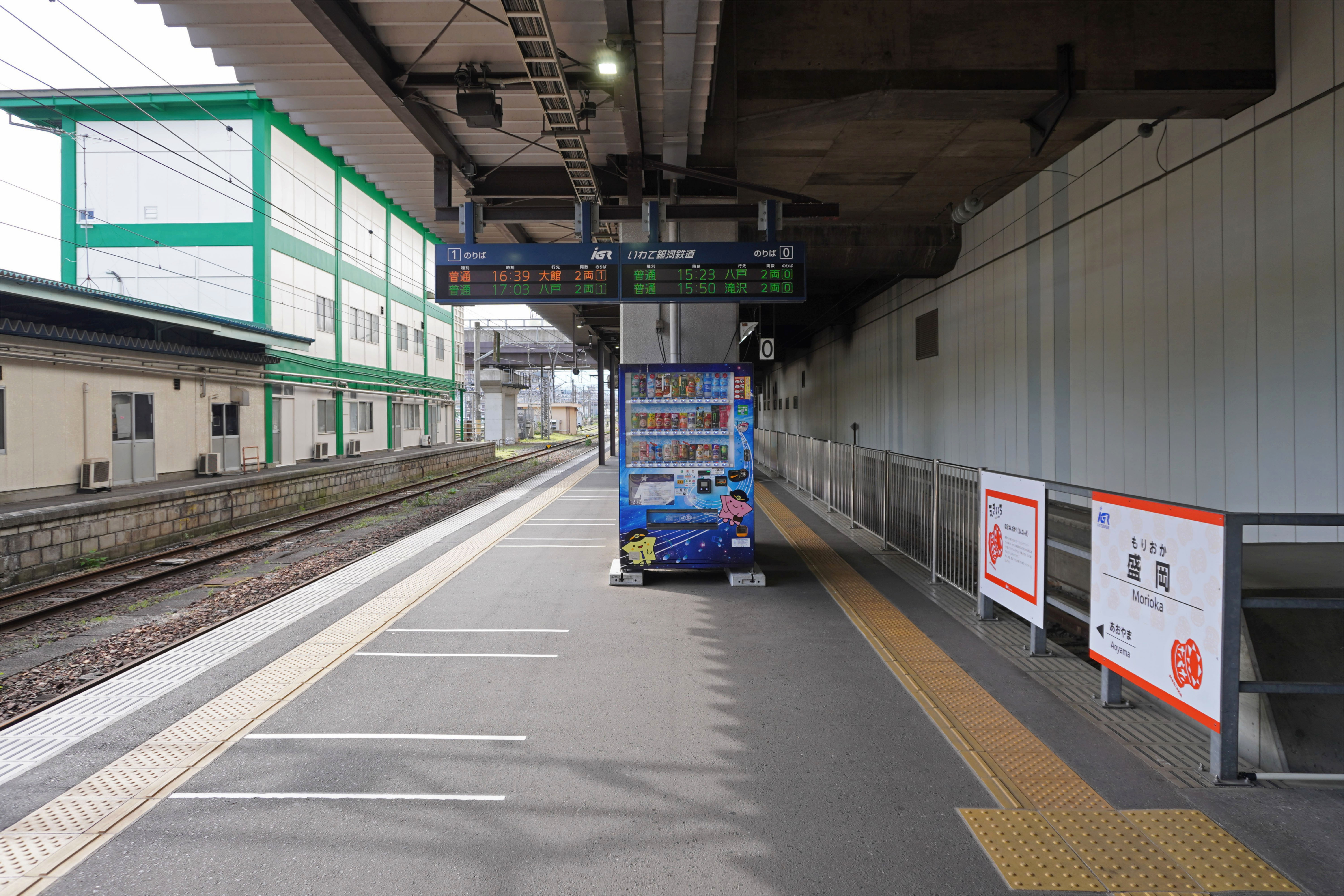
IGR線0・1番線ホーム（2023年6月）

### 改装工事について
地下1階と1階は昭和30年代の東北初の民衆駅当時から、2階は1982年（昭和57年）の東北新幹線開業当時からの基本レイアウトであったコンコース機能を見直し、JR東日本のステーションルネサンス事業と盛岡市のバリアフリー化・東西自由通路設置工事、駅ビルの大改装工事などの目的で駅構内の全面改良工事を行い、2005年（平成17年）7月29日にほぼ完成した。
2017年（平成29年）2月24日にJR東日本と盛岡ターミナルビルは、当駅と駅ビル「フェザン」のリニューアル工事に着手していることを発表した。そのうち駅ビル「フェザン」は、2017年（平成29年）3月17日に第1期、同年4月28日に第2期、同年5月下旬に第3期のリニューアルが行われた。その後、2018年8月31日に、1階南口、1階滝の広場南側入口、滝の広場外観に「いわて銀河のしおり」の展示物が設置され、全面リニューアルされた。

#### 地階
旧在来線地下改札が廃止され、地下の改札内通路は改装され盛岡市の東西自由通路となった。
また、それに合わせて駅地下街「盛岡ステーションデパート“パルモ”」もリニューアルされ、運営会社の盛岡ステーションビルが盛岡ターミナルビルに吸収合併されたこともあり、店名は駅ビルの「フェザン」に統一された。

#### 1階
IGRいわて銀河鉄道の盛岡駅のみが1階に残され、JR駅だった部分はコンビニエンスストアや土産、軽食などのショッピングゾーンとして先行的に再整備されたほか、南側も書籍や生活雑貨などのショッピングゾーンとして追加整備され、駅ビル「フェザン」の一部となった。なお、びゅうプラザ盛岡駅（海外旅行非取扱店、びゅうトラベルサービスが運営）フロアのみ一階部分のJR施設として残された。
2017年（平成29年）3月17日にはIGR・花輪線改札がリニューアルされ、同年7月3日 - 9月下旬にはエントランスのリニューアル工事が行われた。

#### 2階
1階よりびゅうプラザ盛岡駅を除いたJR盛岡駅の機能が移転し、JR駅機能を集約。南北とフェザン口に分かれていた新幹線・在来線の各改札と南乗換改札（北乗換改札は東北新幹線八戸開業時に廃止済）を中央部に集約し、在来線中央跨線橋を新たに建設。それまで使われていた南北の跨線橋は廃止された（このうち北跨線橋は、下記の通り東西自由通路「さんさこみち」に転用）。廃止された南跨線橋は倉庫として使われている。
これにより改札は2階の1箇所に集約され、新幹線乗換改札を中心として新幹線・在来線の改札が南北に配置されたほか、新幹線・在来線の全ホームにエスカレーターおよび車椅子対応エレベーターが設置された。なお、北口改札のエスカレーター付近は、2017年（平成29年）3月17日にリニューアルされた。

#### 補足

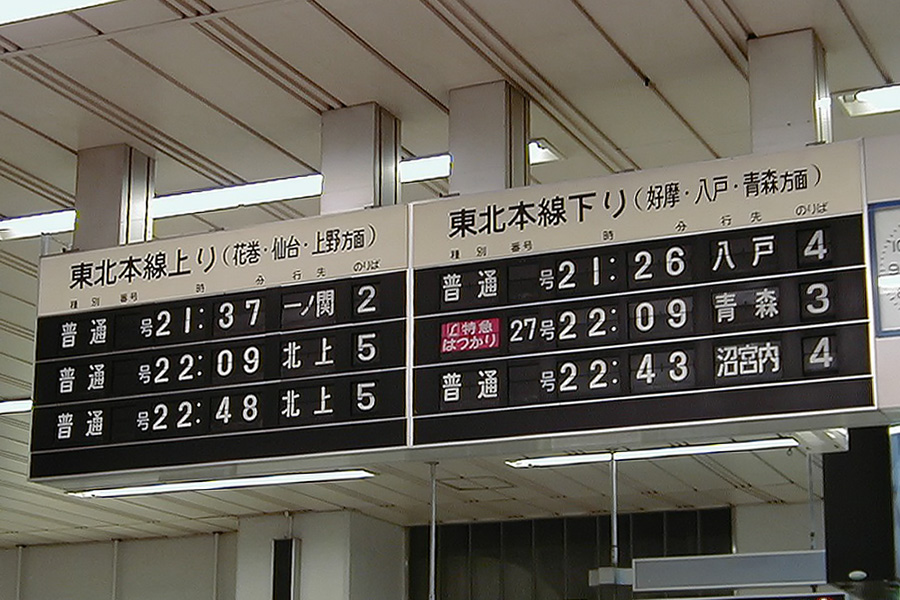
かつての反転フラップ式発車標（1999年6月）

リニューアル前の南北跨線橋には、1981年（昭和56年）ごろに設置された反転フラップ式発車標があり、現在は運転していない新幹線開業以前からの表示が多数残っていたが、駅改良工事の進行とともに北跨線橋側はLED式発車標（中央跨線橋に移設）に変更され消滅し、南跨線橋側も2005年（平成17年）7月末をもって跨線橋の閉鎖とともに消滅した。
中央跨線橋開設時に在来線跨線橋のうち南側は運用を終え全面閉鎖。解体予定（岩手県警鉄道警察隊詰め所も中央コンコース内に移転予定）のほか、北側は管理が盛岡市に移管されて東西自由通路に切り替わり、改札口（フェザン口）跡にテナントが入居した。
2007年（平成19年）10月1日から地上2階跨線橋の東西自由通路拡幅工事（跨線橋内南側の改札内通路を廃止して現行の幅3メートルから6メートルに）が実施され、2009年（平成21年）6月13日に完成。この日より地上2階の東西自由通路は幅6メートルで完全供用開始となった（ただし、駐輪場として使われていた西側の一部区画は工事事務所として使われていたプレハブ小屋が撤去されてからも閉鎖中）。愛称は市民からの一般公募により「さんさこみち」と命名。
2009年（平成21年）夏には、以前トイレだった中2階の空間北側に1階に通じる階段が新設され、「さんさこみち」およびJR北改札口からIGR改札口まで迂回せずに直接行けるようになった。

## 駅弁
主な駅弁は下記の通り。
- 仙台名物牛たん弁当
- 極選炭火焼き牛たん弁当
- 炙り牛たんとA5仙台牛弁当
- 大つぶ帆立と牛たん弁当
- 平泉うにほたて重
- 伊達かきめし
- ネギ塩牛たんと牛たん角煮弁当
- 宮城の郷土料理 はらこめし
- いわてあぶり焼き和牛弁当
- 網焼き牛たん弁当

## 利用状況

### JR東日本
JR東日本によると、2023年度（令和5年度）の1日平均乗車人員は16,102人である（IGRいわて銀河鉄道からの連絡人員を含む）。岩手県内の駅では最も多い。また、新幹線における1日平均乗車人員は7,226人である。
JR東日本内の駅乗車人員ランキングでは、大都市圏に比べて通勤通学利用者の絶対数が少ないためトップ100に届かないが、同社内の営業収入のランキングでは、新幹線による長距離客が多いことから、関東地方以外では仙台駅、新潟駅に次いで毎年上位にランクインしている（2018年度は18位）。
なお、1935年度（昭和10年度）、2000年度（平成12年度）以降の推移は以下のとおりである。
| 1日平均乗車人員推移（JR東日本） | 1日平均乗車人員推移（JR東日本） | 1日平均乗車人員推移（JR東日本） | 1日平均乗車人員推移（JR東日本） | 1日平均乗車人員推移（JR東日本） | 1日平均乗車人員推移（JR東日本） | 1日平均乗車人員推移（JR東日本） | 1日平均乗車人員推移（JR東日本） | 1日平均乗車人員推移（JR東日本） |
| 年度                            | 計                              | 計                              | 計                              | 新幹線                          | 新幹線                          | 新幹線                          | 新幹線                          | 出典                            |
| 年度                            | 定期外                          | 定期                            | 合計                            | 定期外                          | 定期                            | 合計                            | 前年度比                        | 出典                            |
| ------------------------------- | ------------------------------- | ------------------------------- | ------------------------------- | ------------------------------- | ------------------------------- | ------------------------------- | ------------------------------- | ------------------------------- |
| 1935年（昭和10年）              |                                 |                                 | 1,853                           | 未開業                          | 未開業                          | 未開業                          | 未開業                          | [ 21 ]                          |
| 2000年（平成12年）              |                                 |                                 | 19,936                          | 非公表                          | 非公表                          | 非公表                          | 非公表                          | [ JR 2 ]                        |
| 2001年（平成13年）              |                                 |                                 | 19,904                          | 非公表                          | 非公表                          | 非公表                          | 非公表                          | [ JR 3 ]                        |
| 2002年（平成14年）              |                                 |                                 | 19,241                          | 非公表                          | 非公表                          | 非公表                          | 非公表                          | [ JR 4 ]                        |
| 2003年（平成15年）              |                                 |                                 | 17,770                          | 非公表                          | 非公表                          | 非公表                          | 非公表                          | [ JR 5 ]                        |
| 2004年（平成16年）              |                                 |                                 | 17,867                          | 非公表                          | 非公表                          | 非公表                          | 非公表                          | [ JR 6 ]                        |
| 2005年（平成17年）              |                                 |                                 | 17,930                          | 非公表                          | 非公表                          | 非公表                          | 非公表                          | [ JR 7 ]                        |
| 2006年（平成18年）              |                                 |                                 | 17,956                          | 非公表                          | 非公表                          | 非公表                          | 非公表                          | [ JR 8 ]                        |
| 2007年（平成19年）              |                                 |                                 | 18,094                          | 非公表                          | 非公表                          | 非公表                          | 非公表                          | [ JR 9 ]                        |
| 2008年（平成20年）              |                                 |                                 | 17,697                          | 非公表                          | 非公表                          | 非公表                          | 非公表                          | [ JR 10 ]                       |
| 2009年（平成21年）              |                                 |                                 | 17,262                          | 非公表                          | 非公表                          | 非公表                          | 非公表                          | [ JR 11 ]                       |
| 2010年（平成22年）              |                                 |                                 | 17,072                          | 非公表                          | 非公表                          | 非公表                          | 非公表                          | [ JR 12 ]                       |
| 2011年（平成23年）              |                                 |                                 | 16,658                          | 非公表                          | 非公表                          | 非公表                          | 非公表                          | [ JR 13 ]                       |
| 2012年（平成24年）              | 8,896                           | 8,977                           | 17,874                          | 5,757                           | 1,478                           | 7,235                           |                                 | [ JR 14 ] [ 新幹線 2 ]          |
| 2013年（平成25年）              | 9,161                           | 9,278                           | 18,440                          | 6,055                           | 1,556                           | 7,611                           |                                 | [ JR 15 ] [ 新幹線 3 ]          |
| 2014年（平成26年）              | 8,882                           | 8,961                           | 17,844                          | 5,861                           | 1,497                           | 7,358                           |                                 | [ JR 16 ] [ 新幹線 4 ]          |
| 2015年（平成27年）              | 8,914                           | 8,970                           | 17,784                          | 6,029                           | 1,563                           | 7,592                           |                                 | [ JR 17 ] [ 新幹線 5 ]          |
| 2016年（平成28年）              | 8,894                           | 8,884                           | 17,779                          | 6,127                           | 1,534                           | 7,661                           |                                 | [ JR 18 ] [ 新幹線 6 ]          |
| 2017年（平成29年）              | 8,997                           | 8,960                           | 17,957                          | 6,182                           | 1,544                           | 7,726                           |                                 | [ JR 19 ] [ 新幹線 7 ]          |
| 2018年（平成30年）              | 9,025                           | 8,918                           | 17,944                          | 6,218                           | 1,565                           | 7,784                           |                                 | [ JR 20 ] [ 新幹線 8 ]          |
| 2019年（令和元年）              | 8,680                           | 9,015                           | 17,695                          | 5,930                           | 1,743                           | 7,673                           |                                 | [ JR 21 ] [ 新幹線 9 ]          |
| 2020年（令和02年）              | 3,858                           | 8,393                           | 12,252                          | 2,100                           | 1,856                           | 3,957                           | −48.4%                          | [ JR 22 ] [ 新幹線 10 ]         |
| 2021年（令和03年）              | 4,404                           | 8,316                           | 12,721                          | 2,576                           | 1,839                           | 4,416                           | 11.6%                           | [ JR 23 ] [ 新幹線 11 ]         |
| 2022年（令和04年）              | 6,149                           | 8,460                           | 14,610                          | 3,994                           | 1,928                           | 5,923                           | 34.1%                           | [ JR 24 ] [ 新幹線 12 ]         |
| 2023年（令和05年）              | 7,710                           | 8,391                           | 16,102                          | 5,227                           | 1,999                           | 7,226                           | 122.3%                          | [ JR 1 ] [ 新幹線 1 ]           |

### IGRいわて銀河鉄道
IGRいわて銀河鉄道によると、2024年度（令和6年度）の1日平均乗降人員は9,988人である（JR線直通分を含む）。IGRいわて銀河鉄道の駅では第1位。
JRとの連絡人員について、2012年度（平成24年度）の1日平均乗降人員10,811人のうち、当駅利用人員は7,735人、当駅連絡人員（JR線直通分を含む）は3,076人であった。
なお、2002年度（平成14年度）以降の推移は以下のとおりである。
| 1日平均乗降人員推移（IGRいわて銀河鉄道） | 1日平均乗降人員推移（IGRいわて銀河鉄道） | 1日平均乗降人員推移（IGRいわて銀河鉄道） | 1日平均乗降人員推移（IGRいわて銀河鉄道） | 1日平均乗降人員推移（IGRいわて銀河鉄道） | 1日平均乗降人員推移（IGRいわて銀河鉄道） | 1日平均乗降人員推移（IGRいわて銀河鉄道） | 1日平均乗降人員推移（IGRいわて銀河鉄道） |
| 年度                                     | 定期                                     | 定期                                     | 定期                                     | 定期外                                   | 合計                                     | 備考                                     | 出典                                     |
| 年度                                     | 通勤                                     | 通学                                     | 合計                                     | 定期外                                   | 合計                                     | 備考                                     | 出典                                     |
| ---------------------------------------- | ---------------------------------------- | ---------------------------------------- | ---------------------------------------- | ---------------------------------------- | ---------------------------------------- | ---------------------------------------- | ---------------------------------------- |
| 2002年（平成14年）                       | 2,652                                    | 4,450                                    | 7,102                                    | 4,184                                    | 11,286                                   | [ ※ 1 ]                                  | [ IGR 3 ]                                |
| 2003年（平成15年）                       | 2,358                                    | 5,029                                    | 7,387                                    | 4,174                                    | 11,561                                   | [ ※ 1 ]                                  | [ IGR 4 ]                                |
| 2004年（平成16年）                       | 2,252                                    | 4,867                                    | 7,119                                    | 3,721                                    | 10,840                                   | [ ※ 1 ]                                  | [ IGR 5 ]                                |
| 2005年（平成17年）                       | 2,146                                    | 4,583                                    | 6,729                                    | 3,677                                    | 10,406                                   | [ ※ 2 ]                                  | [ IGR 6 ]                                |
| 2006年（平成18年）                       | 2,440                                    | 4,585                                    | 7,025                                    | 4,077                                    | 11,102                                   | [ ※ 3 ]                                  | [ IGR 7 ]                                |
| 2007年（平成19年）                       | 2,544                                    | 4,429                                    | 6,973                                    | 3,954                                    | 10,927                                   | [ ※ 4 ]                                  | [ IGR 8 ]                                |
| 2008年（平成20年）                       | 2,513                                    | 4,354                                    | 6,867                                    | 3,739                                    | 10,606                                   | [ ※ 5 ]                                  | [ IGR 9 ]                                |
| 2009年（平成21年）                       | 2,459                                    | 4,205                                    | 6,664                                    | 3,599                                    | 10,263                                   | [ ※ 6 ]                                  | [ IGR 10 ]                               |
| 2010年（平成22年）                       | 2,506                                    | 4,344                                    | 6,850                                    | 3,470                                    | 10,320                                   | [ ※ 7 ]                                  | [ IGR 11 ]                               |
| 2011年（平成23年）                       | 2,552                                    | 4,291                                    | 6,843                                    | 3,386                                    | 10,229                                   | [ ※ 8 ]                                  | [ IGR 12 ]                               |
| 2012年（平成24年）                       | 2,741                                    | 4,347                                    | 7,088                                    | 3,723                                    | 10,811                                   | [ ※ 1 ]                                  | [ IGR 2 ]                                |
| 2013年（平成25年）                       | 3,471                                    | 4,525                                    | 7,996                                    | 3,519                                    | 11,515                                   | [ ※ 1 ]                                  | [ IGR 13 ]                               |
| 2014年（平成26年）                       | 3,606                                    | 4,582                                    | 8,188                                    | 3,442                                    | 11,630                                   | [ ※ 1 ]                                  | [ IGR 14 ]                               |
| 2015年（平成27年）                       | 3,630                                    | 4,417                                    | 8,047                                    | 3,257                                    | 11,304                                   | [ ※ 1 ]                                  | [ IGR 15 ]                               |
| 2016年（平成28年）                       | 3,759                                    | 4,535                                    | 8,294                                    | 3,077                                    | 11,371                                   | [ ※ 1 ]                                  | [ IGR 16 ]                               |
| 2017年（平成29年）                       | 3,800                                    | 4,596                                    | 8,396                                    | 3,131                                    | 11,527                                   | [ ※ 1 ]                                  | [ IGR 17 ]                               |
| 2018年（平成30年）                       | 3,815                                    | 4,651                                    | 8,466                                    | 3,127                                    | 11,593                                   | [ ※ 1 ]                                  | [ IGR 18 ]                               |
| 2019年（令和元年）                       | 3,868                                    | 4,490                                    | 8,358                                    | 2,932                                    | 11,290                                   | [ ※ 1 ]                                  | [ IGR 19 ]                               |
| 2020年（令和02年）                       | 3,606                                    | 4,226                                    | 7,832                                    | 1,768                                    | 9,600                                    | [ ※ 1 ]                                  | [ IGR 20 ]                               |
| 2021年（令和03年）                       | 3,454                                    | 4,233                                    | 7,687                                    | 1,761                                    | 9,448                                    | [ ※ 1 ]                                  | [ IGR 21 ]                               |
| 2022年（令和04年）                       | 3,403                                    | 4,262                                    | 7,665                                    | 2,103                                    | 9,768                                    | [ ※ 1 ]                                  | [ IGR 22 ]                               |
| 2023年（令和05年）                       | 3,468                                    | 4,106                                    | 7,574                                    | 2,400                                    | 9,974                                    | [ ※ 1 ]                                  | [ IGR 23 ]                               |
| 2024年（令和06年）                       | 3,466                                    | 4,034                                    | 7,500                                    | 2,488                                    | 9,988                                    | [ ※ 1 ]                                  | [ IGR 1 ]                                |
| 1. 2. 3. 4. 5. 6. 7. 8.                  |                                          |                                          |                                          |                                          |                                          |                                          |                                          |

### 対東京年間輸送人員
JR東日本によると、コロナ禍の影響が無かった2018年度（平成30年度）の東京 - 盛岡間の年間輸送人員は、新幹線が約262.1万人（シェア100%）、航空機が0万人（シェア0%）、新幹線と航空機の合計は約262.1万人である。
| 東京 - 盛岡 年間輸送人員（千人） | 東京 - 盛岡 年間輸送人員（千人） | 東京 - 盛岡 年間輸送人員（千人） | 東京 - 盛岡 年間輸送人員（千人） | 東京 - 盛岡 年間輸送人員（千人） |
| 年度                             | 新幹線                           | 航空機                           | 合計                             | 出典                             |
| -------------------------------- | -------------------------------- | -------------------------------- | -------------------------------- | -------------------------------- |
| 2014年（平成26年）               | 2,522                            | -                                | 2,522                            | [ 22 ]                           |
| 2014年（平成26年）               | 100%                             | 0%                               | 100%                             | [ 22 ]                           |
| 2015年（平成27年）               | 2,571                            | -                                | 2,571                            | [ 22 ]                           |
| 2015年（平成27年）               | 100%                             | 0%                               | 100%                             | [ 22 ]                           |
| 2016年（平成28年）               | 2,530                            | -                                | 2,530                            | [ 22 ]                           |
| 2016年（平成28年）               | 100%                             | 0%                               | 100%                             | [ 22 ]                           |
| 2017年（平成29年）               | 2,586                            | -                                | 2,586                            | [ 22 ]                           |
| 2017年（平成29年）               | 100%                             | 0%                               | 100%                             | [ 22 ]                           |
| 2018年（平成30年）               | 2,621                            | -                                | 2,621                            | [ 22 ]                           |
| 2018年（平成30年）               | 100%                             | 0%                               | 100%                             | [ 22 ]                           |
| 2019年（令和元年）               | 2,547                            | -                                | 2,547                            | [ 22 ]                           |
| 2019年（令和元年）               | 100%                             | 0%                               | 100%                             | [ 22 ]                           |
| 2020年（令和02年）               | 710                              | -                                | 710                              | [ 22 ]                           |
| 2020年（令和02年）               | 100%                             | 0%                               | 100%                             | [ 22 ]                           |
| 2021年（令和03年）               | 1,004                            | -                                | 1,004                            | [ 22 ]                           |
| 2021年（令和03年）               | 100%                             | 0%                               | 100%                             | [ 22 ]                           |
| 2022年（令和04年）               | 1,716                            | -                                | 1,716                            | [ 22 ]                           |
| 2022年（令和04年）               | 100%                             | 0%                               | 100%                             | [ 22 ]                           |
| 2023年（令和05年）               | 2,320                            | -                                | 2,320                            | [ 22 ]                           |
| 2023年（令和05年）               | 100%                             | 0%                               | 100%                             | [ 22 ]                           |

東京 - 盛岡間における新幹線の輸送人員は約262.1万人と、東京 - 青森間の約262.0万人に僅差で北東北1位となっている（東京 - 秋田間は約135.7万人）。また、新幹線と航空機を合わせた輸送人員は、東京 - 青森間の約336.8万人に次いで北東北2位の約262.1万人となっている（東京 - 秋田間は約232.9万人）。
| 2018年度（平成30年度） 北東北の対東京年間輸送人員（千人） | 2018年度（平成30年度） 北東北の対東京年間輸送人員（千人） | 2018年度（平成30年度） 北東北の対東京年間輸送人員（千人） | 2018年度（平成30年度） 北東北の対東京年間輸送人員（千人） | 2018年度（平成30年度） 北東北の対東京年間輸送人員（千人） |
| 区間                                                      | 新幹線                                                    | 航空機                                                    | 合計                                                      | 出典                                                      |
| --------------------------------------------------------- | --------------------------------------------------------- | --------------------------------------------------------- | --------------------------------------------------------- | --------------------------------------------------------- |
| 東京 - 盛岡                                               | 2,621                                                     | -                                                         | 2,621                                                     | [ 22 ]                                                    |
| 東京 - 盛岡                                               | 100%                                                      | 0%                                                        | 100%                                                      | [ 22 ]                                                    |
| 東京 - 青森                                               | 2,620                                                     | 748                                                       | 3,368                                                     | [ 22 ]                                                    |
| 東京 - 青森                                               | 78%                                                       | 22%                                                       | 100%                                                      | [ 22 ]                                                    |
| 東京 - 秋田                                               | 1,357                                                     | 972                                                       | 2,329                                                     | [ 22 ]                                                    |
| 東京 - 秋田                                               | 58%                                                       | 42%                                                       | 100%                                                      | [ 22 ]                                                    |

JR東日本によると2024年（令和6年）3月現在、新幹線の所要時間は最速2時間9分、運賃（通常期）は15,010円、1日36往復運行されている。岩手県と東京都の間に航空機は運航されていない。

## 駅周辺
かつて在来線地下改札口だった空間が地下自由通路へと改修されたため、東口と西口は直接地下道で結ばれた（管理者は地上の自由通路も含め盛岡市道路建設課）。
2020年6月4日に、JR東日本盛岡支社と盛岡市が地方創生の連携に関する協定を締結した。東西口の用地の活用に向けた検討、盛岡駅と2021年度開業を目指し、盛岡市が整備する盛岡バスセンターが連携した市街地の回遊性を向上させる取り組みを推進する予定である。
2020年9月24日にJR東日本盛岡支社は、西口付近のJR東日本社員寮跡地に単身者向け（入居対象者は学生および新卒社会人など）の賃貸マンションの建設を計画していることを発表した。2021年4月より工事に着手し、2022年3月に「リビスタ盛岡」の名称で入居を開始した。
また、2021年10月28日には、西口に続き、東口にもJR東日本社員寮跡地に単身者向け（入居対象者は学生および新卒社会人など）の賃貸マンションの建設を計画していることを発表した。同年12月より工事に着手し、2023年3月20日に「リビスタ盛岡前」の名称で入居を開始した。
なお、盛岡市の中心市街地である大通・菜園地区とは駅の東側を流れる北上川を挟んで約1 km程度の距離がある。

### 東口
- 北上川
  - 開運橋
  - 不来方橋
  - 旭橋
  - 夕顔瀬橋
- 駅ビル「フェザン」[注 18]
- JR東日本盛岡支社
- JR盛岡鉄道サービス本社
- 日本貨物鉄道（JR貨物）東北支社 北東北支店
- JRバス東北盛岡支店
- 岩手県交通本社
- 盛岡駅前郵便局
- 岩手銀行盛岡駅前支店
- 秋田銀行盛岡支店
- ホテルメトロポリタン盛岡 - 2021年（令和3年）2月17日より、駅ナカシェアオフィス「STATION WORK」の利用が可能（事前予約制）[23][報道 10]。
- ホテルメトロポリタン盛岡NEW WING
- R&Bホテル盛岡駅前
- 東横イン盛岡駅前
- 東横イン盛岡駅南口開運橋
- ドーミーイン盛岡
- ホテルルートイン盛岡駅前
- スーパーホテル盛岡
- カプセルイン盛岡（ワールドインGENプラザ内）
- ダイワロイネットホテル盛岡駅前
- マックスバリュ盛岡駅前北通店
- マルイチ材木町店
- D'グラフォート盛岡駅前タワーズ
- プレミスト盛岡駅前GATE-TOWER

### 西口
- いわて県民情報交流センター（アイーナ）
  - 岩手県立図書館（3,4階）
  - 盛岡運転免許センター（1階）
  - アトリウム（4階）
- マリオス（国鉄盛岡工場跡地）
  - 盛岡マリオス郵便局（1階）
  - 盛岡市役所駅西口サービスセンター（1階）
  - 盛岡市民文化ホール（1階）
  - 無料展望ホール（20階）
- 岩手朝日テレビ本社
- 雫石川
  - 盛南大橋
  - 杜の大橋
  - 太田橋
- コジマ×ビックカメラ盛岡店
- ワイズマン本社
- ラウンドワンスタジアム盛岡店
- JR東日本盛岡運輸区 - JR盛岡支社の運転士・車掌が所属する職場。
- JR貨物旧盛岡機関区跡地 - 1999年（平成11年）4月1日長町機関区（現・仙台総合鉄道部）[注 19]との統合により、盛岡機関区は廃止された[注 20]。扇形庫・検修庫は老朽化が著しく大雪等で倒壊の危険があったため取り壊された。レールもほとんどが撤去され一部が駐車場に転用されている。蒸気機関車用転車台（ターンテーブル）が残っており、釜石線で「SL銀河」の運行が開始されることに伴い、SL検修庫の新設と転車台の再整備が行われた[新聞 13]。
- JR東日本メカトロニクス盛岡支店 - 2012年（平成24年）3月までは盛岡駅前北通のJRオフィスに所在し、現在の敷地は東北交通機械の盛岡支店であったが、グループ再編により移転・統合された。
- 盛岡市立城西中学校
- マルイチ 城西店
- 盛岡広域消防本部盛岡中央消防署

## バス路線
西口バスのりば の真下はタクシーのりばとなっている。

## その他

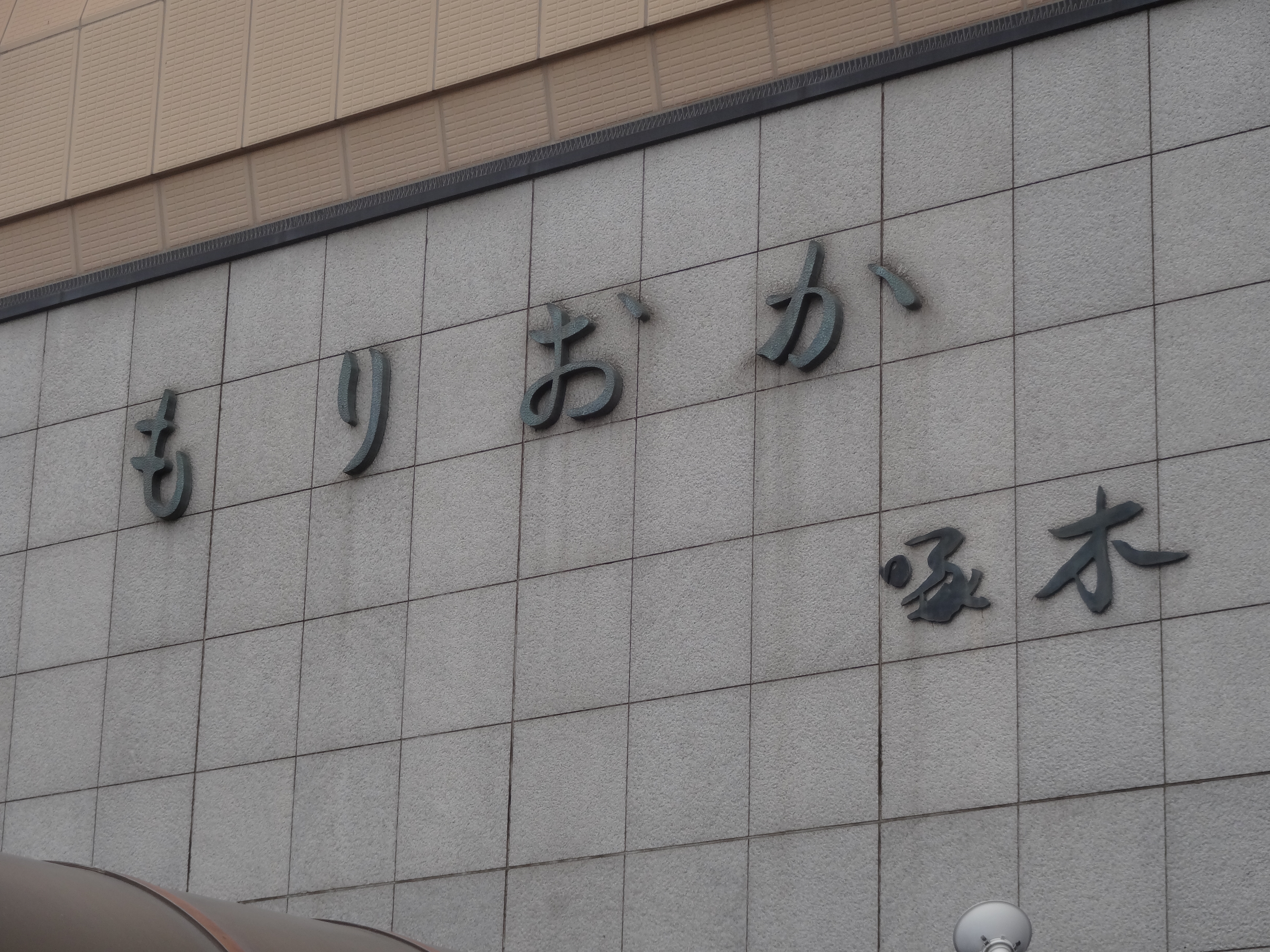
啄木の筆跡による「もりおか」の文字

当駅東口駅舎は長らく啄木の筆跡を写した「もりおか」の文字以外には駅名表示がなく、JR東日本のロゴも表示されていなかったが、2006年（平成18年）12月に通常の駅名表示が設置された。なお、北側（フェザン本館寄り）にはJR東日本・IGR両方のロゴと「盛岡駅」の駅名表示が2002年（平成14年）に取り付けられている。また、駅前には石川啄木の歌碑が建っている。
「文化と歴史のロマンあふれる街並みに調和した駅舎」として、東北の駅百選に選定された。
JR東日本の盛岡駅では事務管理コードは▲211024を使用している。

## 隣の駅
※新幹線の停車駅は路線記事および各列車記事を参照のこと。
東日本旅客鉄道（JR東日本）
 東北・北海道新幹線
新花巻駅 - 盛岡駅 - いわて沼宮内駅
■秋田新幹線
（東京方面） - 盛岡駅 - 雫石駅
■東北本線
□快速「はまゆり」
矢幅駅 - （53・54号は仙北町駅） - 盛岡駅
■普通
仙北町駅 - 盛岡駅
■田沢湖線
■普通
盛岡駅 - 前潟駅
■山田線
□快速「リアス」・■普通
盛岡駅 - 上盛岡駅
■花輪線（当駅 - 好摩駅間はいわて銀河鉄道線）
盛岡駅 - 青山駅
IGRいわて銀河鉄道
■いわて銀河鉄道線
盛岡駅 - 青山駅

### 記事本文